# 林毅史
林 毅史（はやし たけし、1970年11月21日 - ）は、日本の男性声優、MC、ナレーター、アニメーション監督。2003年から2024年まで、Jリーグ・川崎フロンターレのホームスタジアムDJを務めていた。
東京都出身。血液型B型。身長170cm。
アニメーション制作会社、株式会社プロトス代表取締役。
声優として過去にケッケコーポレーションに約10年間所属していた。

## 出演作品

### MC
- Jリーグ・川崎フロンターレホームゲーム専属スタジアムDJ (2003年〜2024年）
- 財団法人日本サッカー協会主催・Jリーグサミット
- Google ディベロッパーデイ　(パシフィコ横浜国立大ホール）
- Google デジタルパブリッシングフェア　Googleブックス　(東京ビッグサイト）
- モーニング娘。〜あっちぃ地球を冷ますんだっ。日本テレビ主催(パシフィコ横浜）
- K-1 トライアウト　フジテレビジョン後援　(ディファ有明)
- デ・ジ・キャラット&エンジェル隊　コンサート　(横浜アリーナ）
- IBM Rational Software Conference  (ホテル日航東京)

### ナレーション
- 川崎フロンターレ 2017 SEASON REVIER『FIRST TITLE』DVD
- 川崎フロンターレ 2018 SEASON REVIER『連覇』DVD
- 川崎フロンターレ 2020 SEASON REVIER『奪冠』DVD
- 川崎フロンターレ 2021 SEASON REVIER『4 TIMES CHAMPIONS』DVD
- 川崎フロンターレ 2022 SEASON REVIER (DVD）
- 爆釣Jイレブン　#1川崎フロンターレ編（釣りビジョン）
- ジャイアンツ フラッシュバック(2002〜2011)（日テレG+）
- ジャイアンツ ヴィンテージ（日テレG+）
- ジャイアンツ タイムマシーン（日テレG+）
- ジャイアンツ ベストセレクション(日テレG+)
- 祝日本一!原ジャイアンツ栄光への軌跡（DVD）
- ジャイアンツ・ホームラン!ホームラン!（DVD）
- 優香・オセロの一泊3日！裏ハワイ（日本テレビ）
- DVDナビゲーター（ギャガ・クロスメディア・マーケティング）
- 国立研究開発法人・日本原子力研究開発機構 DVDナレーション
- 経済産業省・資源エネルギー庁 WEBナレーション

### CMナレーション
- 王貞治メモリアルDVD
- ビックカメラ（ラジオCM）
- CR上へまいりまーす2（ラジオCM）
- 日興コーディアル証券（大型ビジョン用）
- 富士通マーケティング（大型ビジョン用）

### テレビアニメ
1999年
- 頭文字D Second Stage ※第2期

2000年
- 風まかせ月影蘭
- 六門天外モンコレナイト（ストーンボール)

2001年
- あぃまぃみぃ!ストロベリー・エッグ（西灘芳彦）

2003年
- 時空冒険記ゼントリックス（ダーク04）

2006年
- 彩雲国物語（高官） ※第1期
- まじめにふまじめ かいけつゾロリ（マスター、パオーン）

### ゲーム
1999年
- マクロス VF-X2

2000年
- NEUES 〜ノイエス〜

2002年
- スーパーロボット大戦IMPACT

2005年
- 時空冒険記ゼントリックス（ダーク04）
- SIMPLE2000シリーズ Vol.70 THE 鑑識官（物部理太郎）
- 東京フレンドパークIIスペシャル!〜フレンドパークへみんなでいこう!!〜 ※体感ゲーム

2006年
- 神業-KAMIWAZA-（ネタの市）
- GALAXY ANGEL II 絶対領域の扉（敵艦長、兵士A）

2008年
- スーパーロボット大戦A PORTABLE（木連兵）

2013年
- 神様と運命革命のパラドクス（二階堂ヴァリアル）

### ドラマCD
- イタズラなKiss2
- 頭文字D 〜ロンリードライバー伝説〜
- Pretty Baby
- G.I.zoku
- 東京ジュリエット
- イタズラなKiss（テニス部部長）
- あぃまぃみぃ!ストロベリー・エッグ（西灘芳彦）

### テレビ出演
- 100カメ・川﨑フロンターレ編（NHK総合）
- 嗚呼!バラ色の珍生!!（日本テレビ） ※再現VTR
- 追跡!テレビの主役（テレビ東京） ※再現VTR

### イベント
- 川崎フロンターレ新体制発表会見、ファン感謝デーをはじめとした、関連MC他多数

### 舞台
- ファジーカンパニー「がぶりよる恋」
- ミッドナイトアクターズ「国立探偵事務所」
- シアトリカル・ベース・ワンスモア
  - 「倭王伝」
  - 「きらら浮世伝」
  - 「ずぶねり」
  - 「645 Taika-no-Kaishin」